# Meroux
Meroux [meʁu] est une ancienne commune française située dans le département du Territoire de Belfort, la région culturelle et historique de Franche-Comté et la région administrative Bourgogne-Franche-Comté. 
Elle dépend du canton de Danjoutin. Ses habitants sont appelés les Méroutains.
La dénomination officielle est « Meroux », mais on rencontre souvent, bien qu'elle n'ait qu'un caractère d'usage, la graphie « Méroux », reprise notamment par la SNCF. Cet accent apparaît également sur la façade du fort de Méroux.
Après une première fusion-association avec Moval entre 1972 et 1997 au sein de la commune de Meroux-Moval, Meroux est devenue une commune déléguée de la commune nouvelle de Meroux-Moval le 1er janvier 2019.

## Géographie
Le village est situé à 6 km au sud-est de Belfort, à une altitude moyenne de 360 m. Son territoire d'une superficie de 885 hectares est traversé par la ligne de chemin de fer reliant Belfort à Delle. La LGV Rhin-Rhône (mise en service le 11 décembre 2011) a nécessité la construction sur le territoire de la commune d'une gare nouvelle (Belfort - Montbéliard TGV) desservant les deux agglomérations de Belfort et de Montbéliard. Cette vocation de carrefour ne date pas d'hier puisqu'à l'époque romaine le village était traversé par une voie secondaire reliant Mandeure au nord de l'Alsace.

## Toponymie
- Merons (1210), Meroux (1328), Mertelingen (1394), Mertelingen et Mertlingen (1427), Meroulz (1604), Meroulx (1630), Méroux (1793).
- En allemand : Mörlingen[1].

## Histoire
Des armes datées de l'âge du bronze et de l'âge du fer découvertes sur le territoire du village attestent la présence d'une activité humaine à l'endroit où allait se développer bien plus tard Merodurum. Ce nom est celui donné à Méroux dans un titre rédigé en latin et datant de 1166. C'est la plus ancienne citation du village que l'on rencontre dans les archives. Dans les actes rédigés en allemand on trouve l'orthographe de Moerlingen. En 1442, après les ravages perpétrés dans la région par les Armagnacs, le prieuré bénédictin Saint-Nicolas de Méroux, qui existait déjà en 1210, est rattaché au chapitre de Belfort.
Au XIVe siècle, la taille et la dîme imposées aux habitants de Meroux, permettent de financer le fonctionnement de l'hôpital des Poules fondé en 1349 dans l'enceinte de Belfort par Jeanne de Montbéliard.
Comme bien d'autres villages de la région, Meroux fut ravagée par les troupes suédoises pendant la guerre de Trente Ans, vers 1632. La chapelle du prieuré, dédiée à saint Nicolas, sert de lieu de culte dépendant de la paroisse de Vézelois, reconstruite vers 1682, restaurée en 1768, elle est remplacée en 1824 par une église qui sera reconstruite à son tour vers 1885. Méroux devient une paroisse autonome en 1803 rassemblant les fidèles de Moval et du hameau de Leupe. En 1803, la population du village était de 421 habitants.
De 1908 à 1913 a été construit (en béton armé) le fort de Méroux, un des maillons de la ceinture fortifiée entourant la place forte de Belfort selon les recommandations du général Séré de Rivières.
Le 15 juillet 1972, Meroux a absorbé la commune voisine de Moval pour former la nouvelle commune de Meroux-Moval. Le 1er janvier 1997, les deux communes ont retrouvé leur autonomie. 
Le 1er janvier 2019, les deux communes ont de nouveau fusionné pour donner naissance à la commune nouvelle de Meroux-Moval, conformément à un arrêté préfectoral du 21 décembre 2018.

### Battumagny
Avant la guerre de Trente Ans existait tout près de Méroux un village qui fut détruit par les troupes suédoises. La population était à ce point décimée pendant cette période de grande misère que tous les villages et hameaux ne purent être reconstruits (Oye) ou survécurent à l'état de lieux-dits.

## Héraldique
|  | Les armes de la commune se blasonnent ainsi : Parti : au premier d'azur à trois pommes de pin versées d'or, au second de gueules à trois besants d'or. |

## Politique et administration

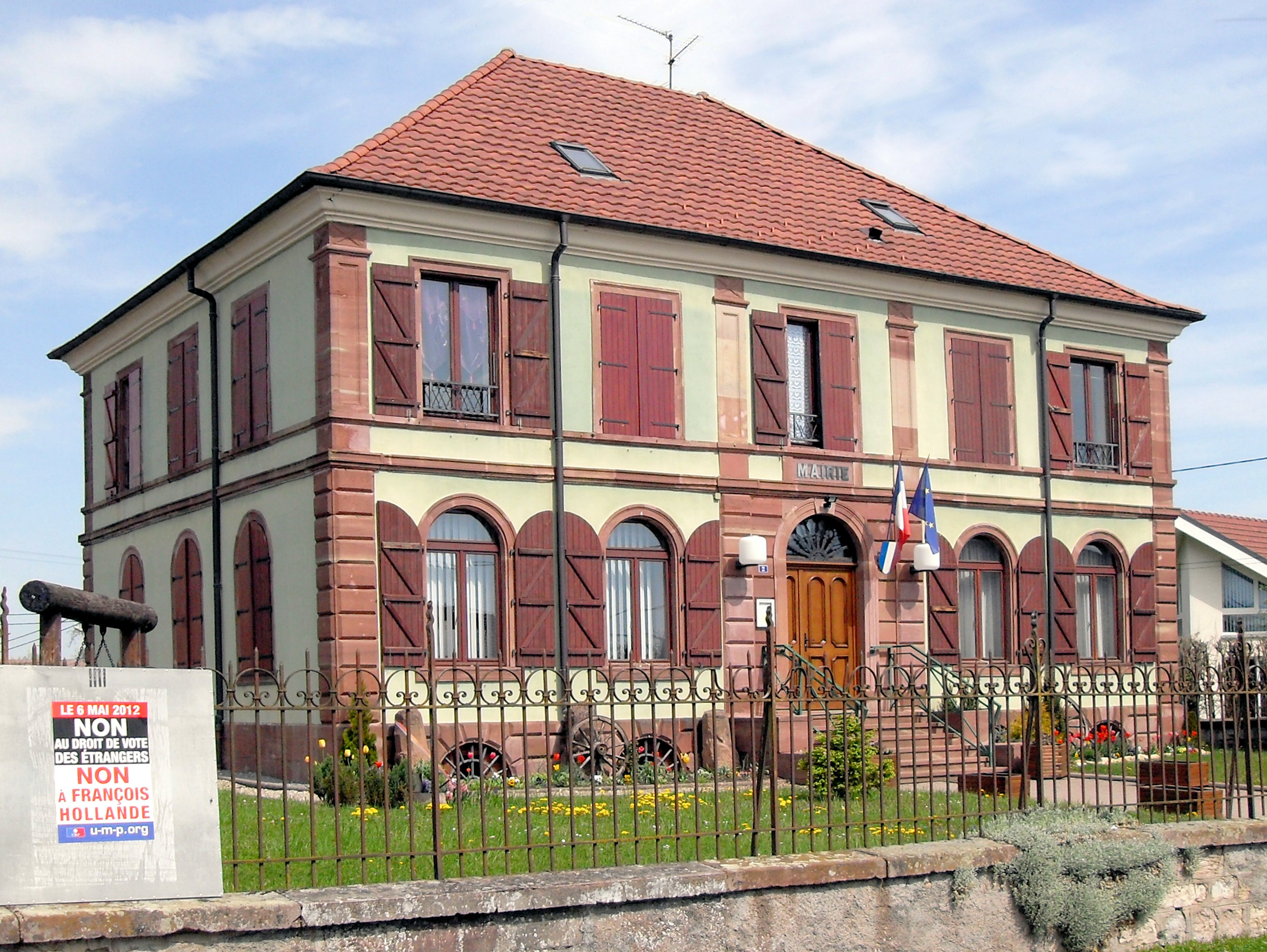
La mairie.

| Période    | Période    | Identité        | Étiquette | Qualité |
| ---------- | ---------- | --------------- | --------- | ------- |
| mars 2008  | avril 2014 | Françoise Faure |           |         |
| avril 2014 | 2020       | Stéphane Guyod  |           |         |

## Population et société

### Démographie
L'évolution du nombre d'habitants est connue à travers les recensements de la population effectués dans la commune depuis 1793. Pour les communes de moins de 10 000 habitants, une enquête de recensement portant sur toute la population est réalisée tous les cinq ans, les populations de référence des années intermédiaires étant quant à elles estimées par interpolation ou extrapolation. Pour la commune, le premier recensement exhaustif entrant dans le cadre du nouveau dispositif a été réalisé en 2006.

En 2017, la commune comptait 1 307 habitants, en évolution de +58,04 % par rapport à 2011 (Territoire de Belfort : −2,78 %, France hors Mayotte : +2,11 %).
| 1793 | 1800 | 1806 | 1821 | 1831 | 1836 | 1841 | 1846 | 1851 |
| ---- | ---- | ---- | ---- | ---- | ---- | ---- | ---- | ---- |
| 320  | 342  | 460  | 506  | 566  | 570  | 535  | 572  | 583  |

| 1856 | 1861 | 1866 | 1872 | 1876 | 1881 | 1886 | 1891 | 1896 |
| ---- | ---- | ---- | ---- | ---- | ---- | ---- | ---- | ---- |
| 540  | 555  | 563  | 561  | 641  | 623  | 728  | 597  | 574  |

| 1901 | 1906 | 1911 | 1921 | 1926 | 1931 | 1936 | 1946 | 1954 |
| ---- | ---- | ---- | ---- | ---- | ---- | ---- | ---- | ---- |
| 587  | 594  | 688  | 529  | 494  | 486  | 482  | 451  | 507  |

| 1962 | 1968 | 1975 | 1982 | 1990 | 1999 | 2006 | 2011 | 2016 |
| ---- | ---- | ---- | ---- | ---- | ---- | ---- | ---- | ---- |
| 472  | 464  | 479  | 509  | 893  | 660  | 787  | 827  | 870  |

| 2017  | - | - | - | - | - | - | - | - |
| ----- | - | - | - | - | - | - | - | - |
| 1 307 | - | - | - | - | - | - | - | - |

### Santé
L'hôpital le plus proche est l'hôpital Nord Franche-Comté situé dans la commune voisine de Trévenans,.

## Sites et monuments

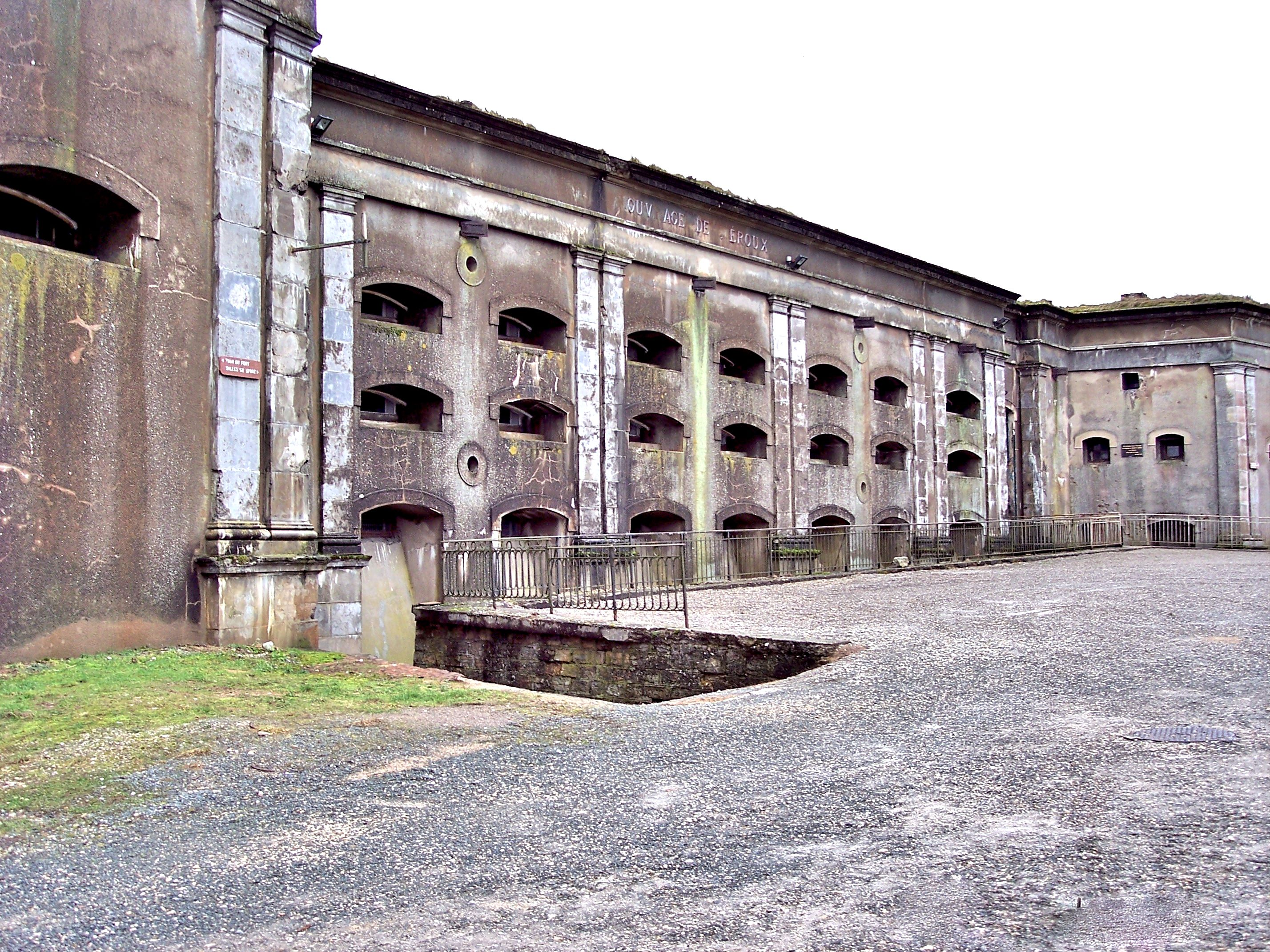
Fort de Méroux.

- Ouvrage de Meroux, un des éléments défensif de la place fortifiée de Belfort, construit entre 1906 et 1913 et inscrit monument historique en 1995.

- Église Saint-Nicolas.
- Gare de Belfort-Montbéliard TGV.

Église Saint-Nicolas à Meroux
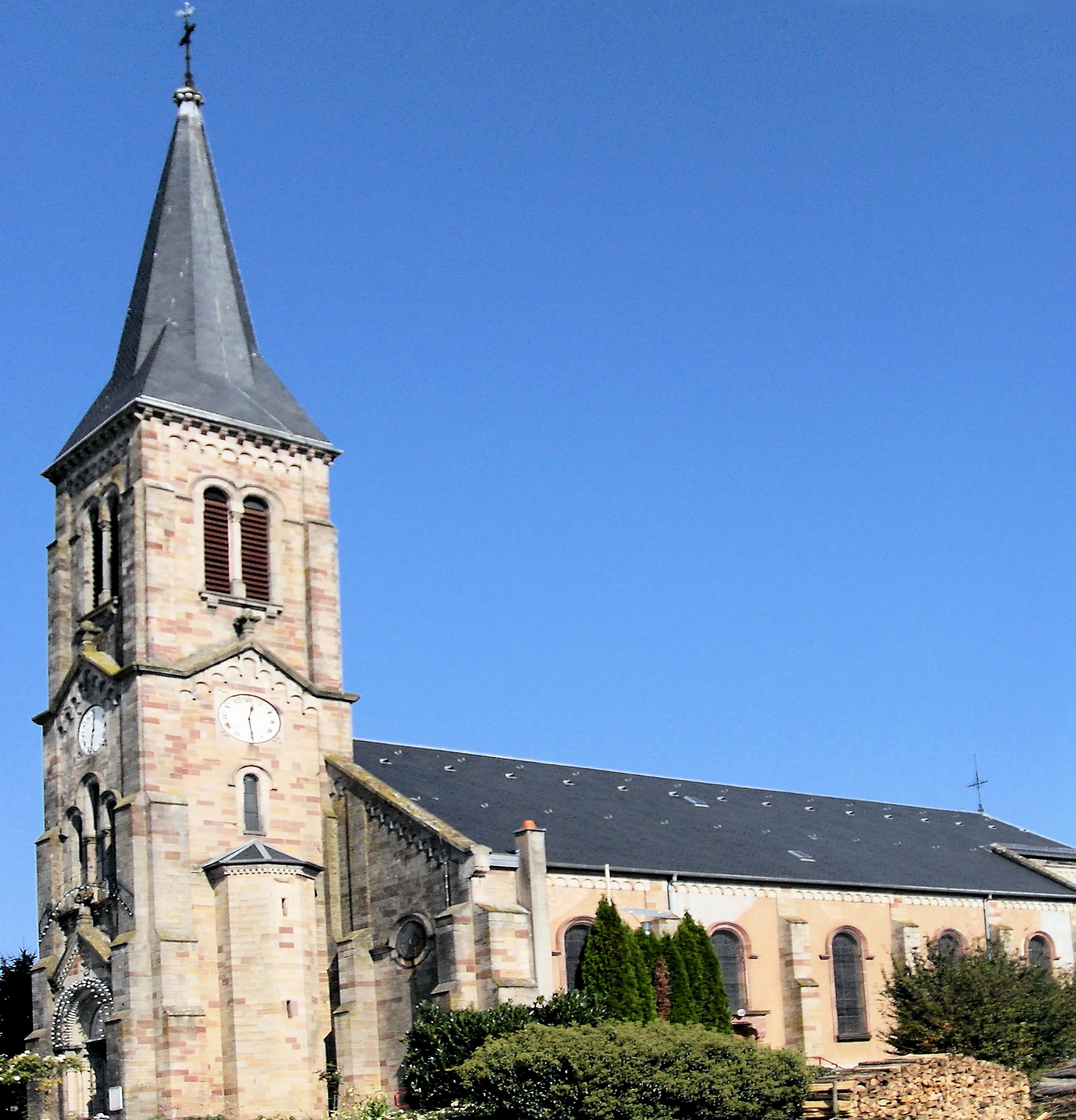
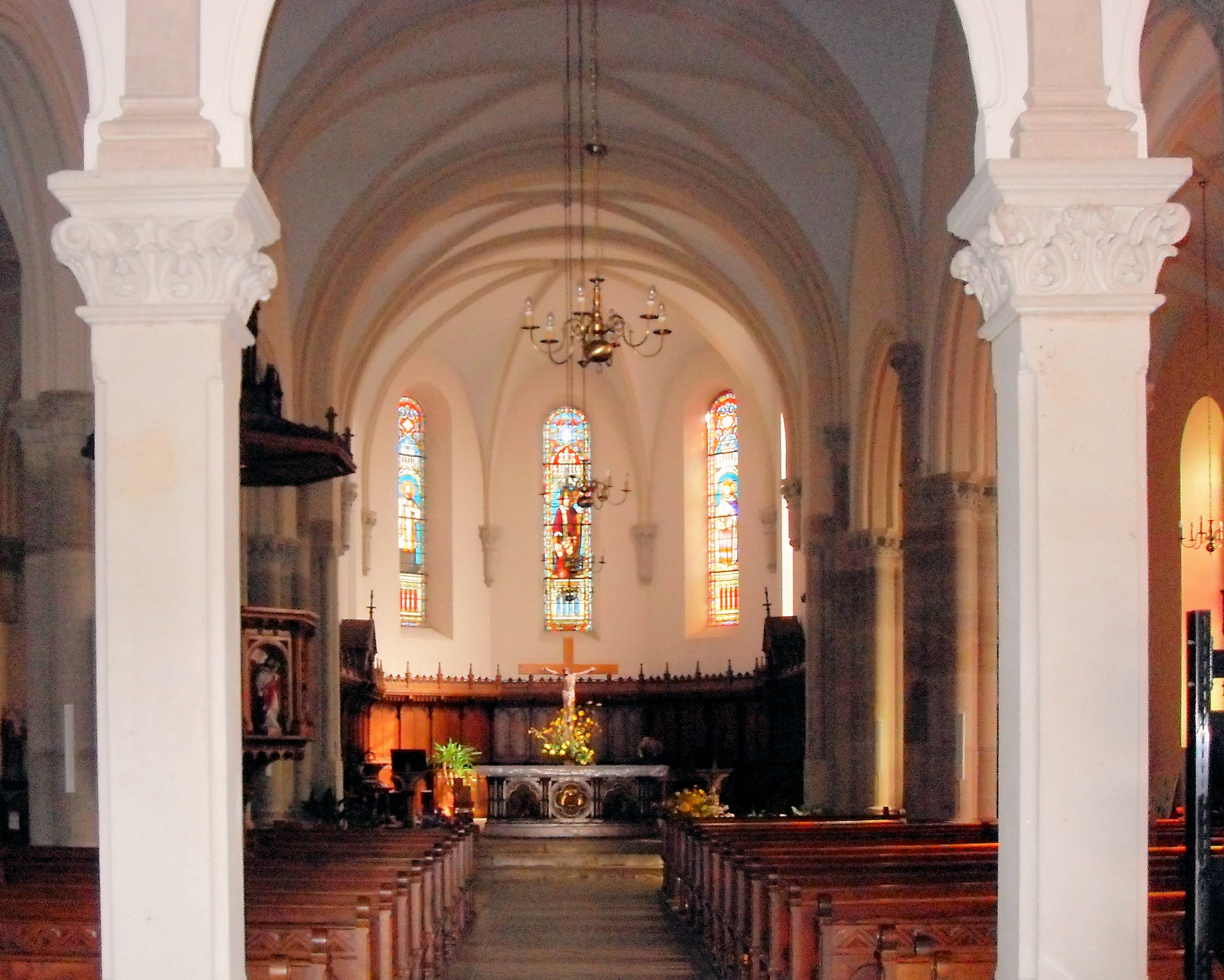
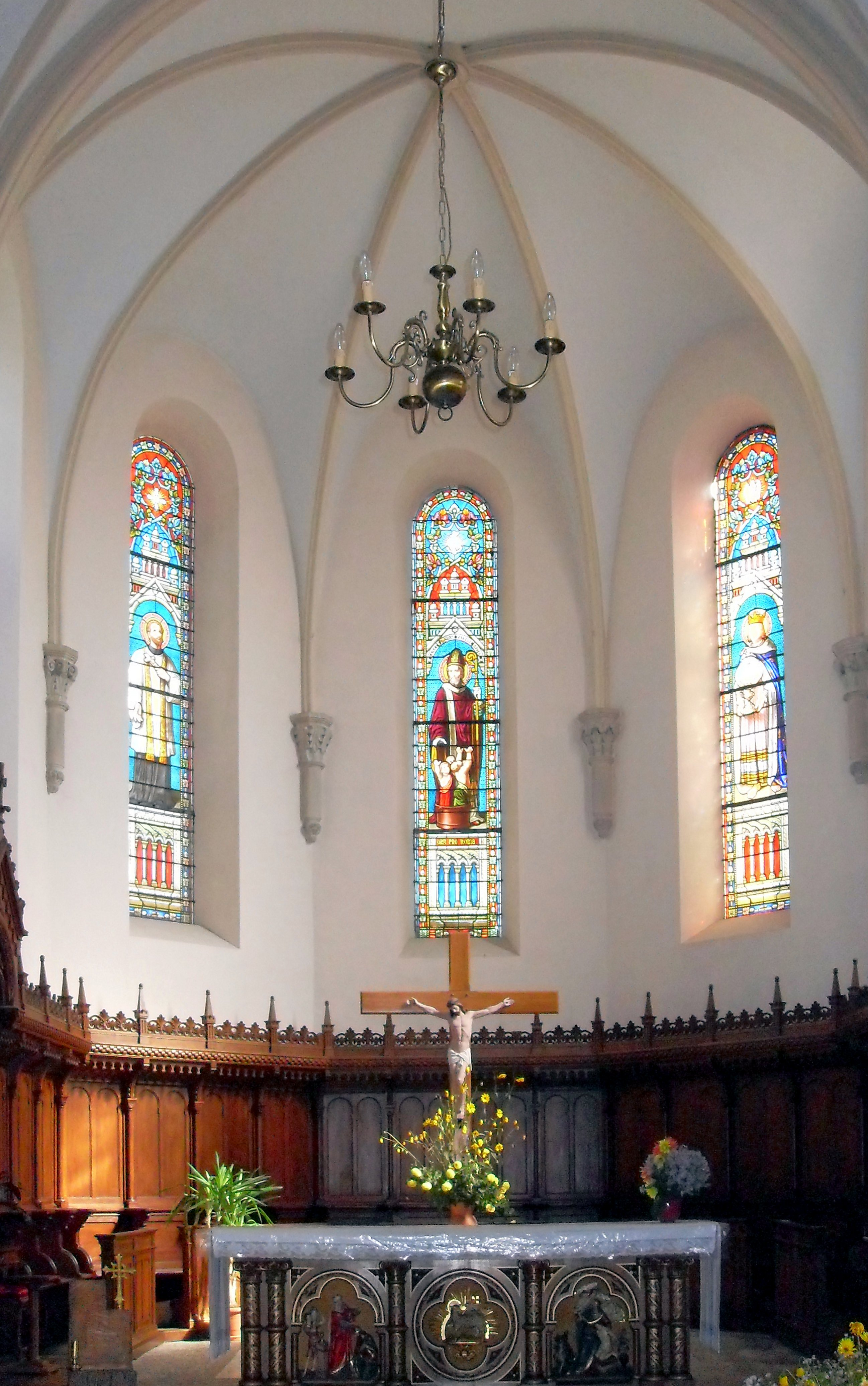
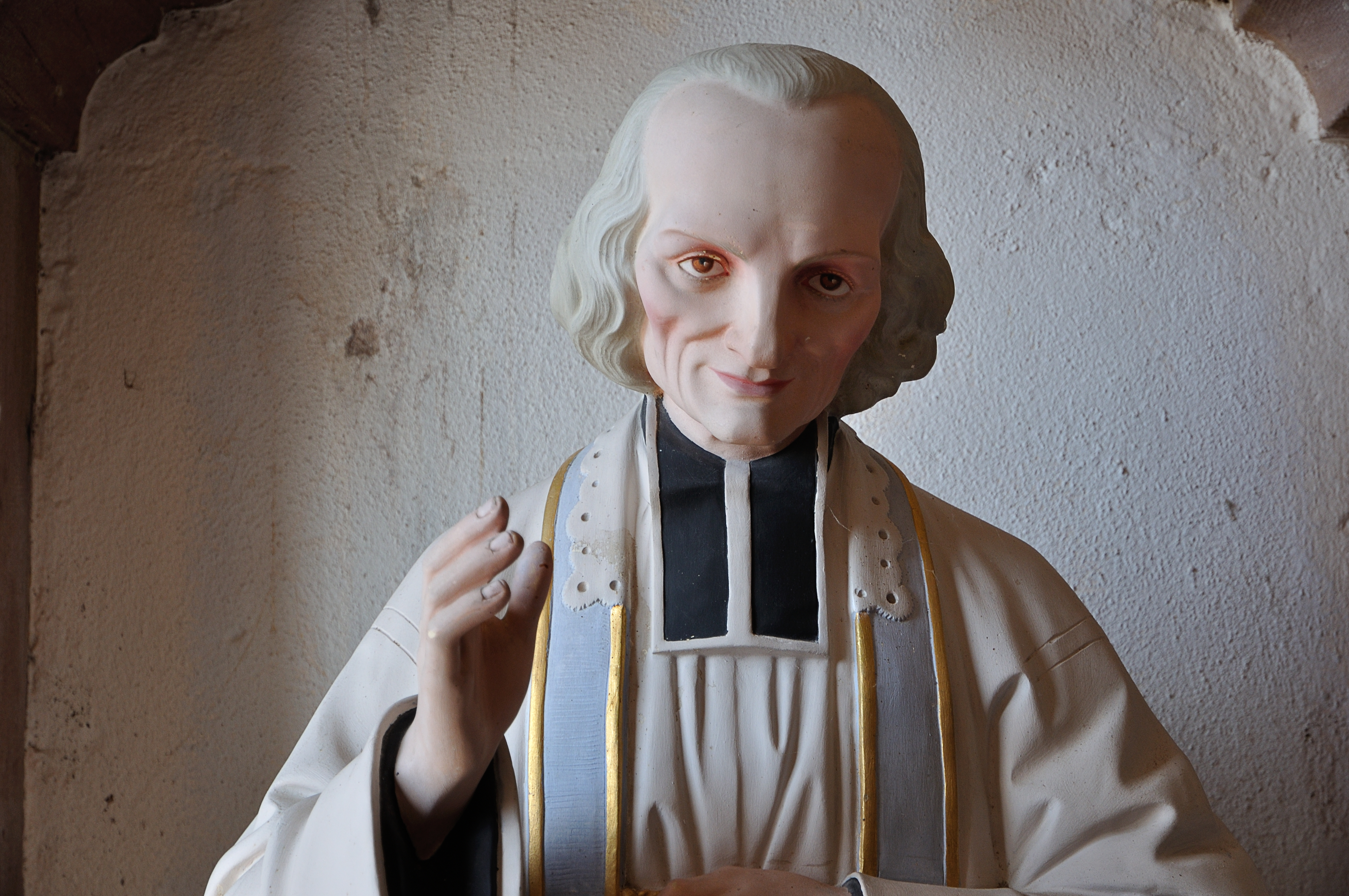
Statue de saint Jean-Marie Vianney dans l'église Saint-Nicolas de Meroux.
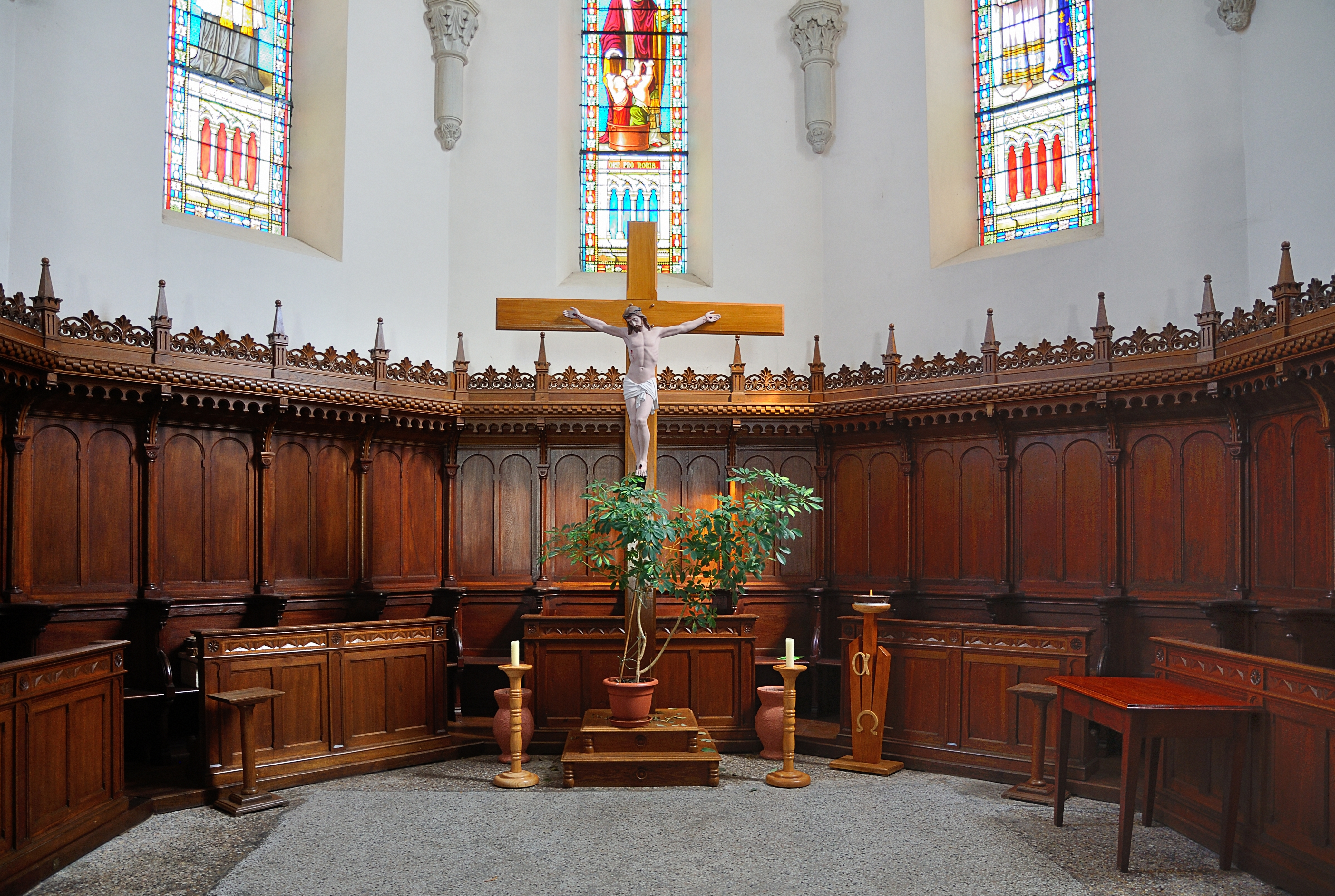
Abside de l'église Saint-Nicolas à Meroux.